# تقنيات عمل الاستخبارات البشرية السرية
تقنيات عمل الاستخبارات البشرية السرية. تتعامل صفحة الاستخبارات البشرية السرية مع وظائف هذا النظام، بما في ذلك التجسس ومكافحة التجسس النشط، بينما تتعامل هذه الصفحة مع تقنيات عمل الاستخبارات البشرية السرية التي تسمى أيضًا «التكتيكات الاستخباراتية». ينطبق ذلك على عمليات التجسس السرية وعلى المرحلة السرية التي تسبق العمل المباشر أو الحرب غير التقليدية. قد تعمل مصادر الاستخبارات البشرية السرية بمثابة مرشد محلي للاستطلاع الخاص.
تُعتبر العديد من التقنيات مهمة في مكافحة التجسس، إذ يحتاج موظفو مكافحة التجسس الدفاعيون أن يتعلموا هذه التقنيات للتعرف على التجسس والأعمال التخريبية وغيرها، بينما يستخدمها أخصائيو مكافحة التجسس الهجوميون ضد أجهزة المخابرات الأجنبية، في حين يمكن القيام بالعمل المباشر والحرب غير التقليدية من قبل المنظمات الوطنية العسكرية أو شبه العسكرية، ويبدو أن تنظيم القاعدة وغيره من الجماعات المتشددة غير التابعة للدولة تستخدم هيكل نظام الخلية السرية المختلف إلى حد كبير عن ذلك الذي تستخدمه القوات الوطنية، بهدف القيادة والسيطرة والعمليات. تتطور نظم الخلية لتتحول إلى نماذج أكثر لامركزية، لأنها كانت تُمكَّن أحيانًا من خلال أشكال جديدة من الاتصالات الإلكترونية.

## الموظفون والمهارات في محطة عمليات الاستخبارات البشرية السرية
يستند هذا الوصف على جهاز المخابرات الأجنبية في البلد «ب» الذي يعمل داخل البلد «أ» وضده. يمكن أن يشتمل أيضًا على عمليات ضد المنظمات غير الحكومية التي تعمل في البلد «ب» بدعم من «ب» أو بدونه. وقد ينطوي أيضًا على هجوم مضاد لمكافحة التجسس ضد أصل البلد «د» الذي يعمل في البلد «ب».
قد يمتلك الهيكل الأساسي صلة وثيقة بخدمة محلية تعمل ضد مجموعة غير وطنية داخل حدودها، اعتمادًا على البنية القانونية في البلد، الذي قد يفرض قيودًا إما كبيرة أو قليلة جدًا على الاستخبارات البشرية المحلية. يُطرح عادة السؤال حول ما إذا كان الهدف من هذه العمليات هو الملاحقة الجنائية أو وقف العمليات. تكون الملاحقة الجنائية عادة هي الهدف الأساسي ضد جماعات المخدرات والعبودية، بينما يشكل تفكيك عملياتهم الهدف الثانوي، بيد أن هذه العمليات قد تكون قابلة للعكس عند التعامل مع المجموعات الإرهابية.
يكون هنالك رئيسان في حال المنظمات المنفصلة ذات الغطاء الدبلوماسي غير الرسمي، ويمكن للمحطات الكبيرة أن تتضمن عدة مجموعات مستقلة مقسمة إلى أجزاء.
| الوصف                                                     | المصطلح السوفييتي | المصطلح الأمريكي |
| الموظفون ذوو الحصانة الدبلوماسية                          | غطاء دبلوماسي، مع التأكيد أن مديرية المخابرات الرئيسية افترضت أن الدولة المضيفة افترضت أيضًا أن جميع الملحقين العسكريين كانوا ضباط مخابرات، إلا أن بعض الدبلوماسيين قد يكونون دبلوماسيين بالفعل. | غطاء دبلوماسي |
| الجمعية العامة مع جهاز الدولة، لكن من دون حصانة دبلوماسية | غطاء مدني (مثال: وكالة أنباء تاس، وفد تجاري أو علمي) | لا يٌستخدم هذا المصطلح في كثير من الأحيان. يُحظر على العاملين في فيلق السلام وبعض الخلفيات الأخرى التابعة للاستخبارات. تناقص استخدام مصطلح غطاء وأصبح من النادر استخدامه من قبل الصحفيين. |
| لا علاقة بالحكومة المضيفة                                 | غير قانوني (عادة مع هوية مفترضة) | غطاء غير رسمي. قد تستخدم اسمًا حقيقيًا أو لا، ولكن غالبًا ما يزوّر بعضهم في معلوماته الأساسية                                                                                               |

### المحطة تحت غطاء دبلوماسي
تتفاوت الدول من حيث المدى الخفي الذي تختار أن يكون ضمنه جميع أفراد مخابراتها أو جزء أو لا أحد منهم تحت ستار الحصانة الدبلوماسية. في كثير من الأحيان يعرف البلد المضيف شخصًا واحدًا على الأقل، لذلك فقد يكون هنالك قناة اتصال غير قابلة للإنكار. قد يكون الكثير من أفراد المخابرات معروفين ومتعاونين بنشاط في حال كانت هذه الدول حليفة لبعضها.
افُترض في الغالب أن الألقاب الدبلوماسية كانت تغطي الوظائف، فمع المملكة المتحدة كان «ضابط مراقبة جوازات السفر» عبارة عن منصب استخباراتي في معظم الأوقات. أما اليوم، فقد يكون من المربك أن بعض ضباط مراقبة الجوازات يسيطرون فعلًا على جوازات السفر. كان «الملحق الثقافي» مع بلدان أخرى عبارة عن وظيفة تغطية، رغم أنه قد يكون مشروعًا. وقد ينجز ضابط المخابرات المتخفي بصفته ملحقًا ثقافيًا أشياء ثقافية.
- رئيس المحطة أو العميل المقيم. قد يكون هنالك عدة رؤساء إذا امتلكت «الدولة ب» استخبارات بشرية عسكرية ومدنية معًا. دمجت الولايات المتحدة في الآونة الأخيرة الاستخبارات المدنية والعسكرية ضمن الخدمة الوطنية السرية. ربما ما تزال روسيا تفصل بين مديرية المخابرات الرئيسية العسكرية وخدمة المخابرات الخارجية المدنية ولجنة أمن الدولة. كانت الدولة السلف في حقبة الاتحاد السوفيتي لخدمة الاتحاد الروسي تدير أماكن إقامة قانونية وغير قانونية على حد سواء.
- ضابط العمليات، الذي يدعى أيضًا مسؤول الحالات، فهو يتعامل مع الأصول المحلية أو مع قادة الشبكة الفرعية للعملاء المحليين. يلقب الموساد الإسرائيلي هؤلاء بـ«كاتساس».
- ضابط إدارة المجموعة (المعروف أيضًا باسم ضابط التقارير، وضابط المخابرات)، وهو يصنف التقارير الأولية وينظمها. قد يكون الرئيس الإداري أيضًا.
- موظفو الاتصالات والتشفير.
- سائقون وحراس
- ضابط استهداف العمليات، لا يُستخدم دائمًا. قد يركز بشكل أكبر على عملاء الوصول والتجنيد، وتسليم العملاء المجندين إلى ضباط القضية، وقد يتخذ القرار بشأن استخدام مجموعة غير استخباراتية بشرية، مثل استخبارات الإشارات المتمركزة في السفارة.
- أخصائيو التجميع الفني (مثال: خدمة التجميع الأمريكية الخاصة، وهي عملية مشتركة بين وكالة المخابرات المركزية ووكالة الأمن القومي).

### محطات تحت غطاء رسمي غير دبلوماسي
يوجد نهج وسطي يعمل ضمنه الضباط بشكل واضح من أجل بلادهم ولكن دون حصانة دبلوماسية، بدور متخفٍّ لا يوحي بسرعة إلى انتسابهم للاستخبارات. على سبيل المثال، غطت مديرية المخابرات السوفيتية الرئيسية بعضًا من عملائها من خلال وكالة أنباء تاس، أو بصفتهم جزءًا من مهمة تجارية أو تقنية أو حتى باعتبارهم دبلوماسيين. قد يبدو هذا مثيرًا للدهشة، لكن مديرية المخابرات الرئيسية تفترض أن الملحقين العسكريين يُعتقد دائمًا أنهم ضباط مخابرات، ولكن أعضاء الجزء المدني في السفارة ربما يكونون دبلوماسيين عوضًا عن كونهم ضباط مخابرات.
كان دائمًا من السهل على الاتحاد السوفييتي الاشتراكي أن يوكل أشخاصًا إلى وكالات الدولة. تكون الحساسيات الغربية أكبر في ما يتعلق باستخدام الغطاء الصحفي. شددت الولايات المتحدة على حظر أي علاقة بين الاستخبارات وفيلق السلام.
يمنع مذهب الاستخبارات العسكرية الأمريكية أي أخصائي في الاستخبارات البشرية من الظهور على النحو التالي:
- طبيب أو أي نوع آخر من العاملين في مجال الطب.
- عضو في لجنة الصليب الأحمر الدولية أو الشركات التابعة لها، وتعتبر مثل هكذا خدعة انتهاكًا للالتزامات المعاهدة.
- قسيس أو رجل دين.
- صحفي.
- عضو في الحكومة المدنية، مثل عضو في البرلمان.[2]

نذكر مثالًا على غطاء مدني لأحد الضباط الأمريكيين، شمل لاجئًا ألمانيًا باسم مستعار هو «ستيفن هالر»، كان يمتلك اهتمامات واسعة النطاق ومهارات خاصة في الرياضيات والفيزياء، فضلًا عن مهارته بلغته الأم. تمثل دوره العلني في عام 1949، بتوجيه برنامج دفع إعانات للعلماء الألمان، والذي يمثل جزءًا من برنامج أكبر يهدف لحرمان السوفييت من المواهب الألمانية.
خلال عامين في فورزهايم وباستخدام غطاء راسخ، جمع المعلومات السياسية والعلمية من العلماء والألمان الذين عرفهم في الأوساط السياسية قبل الهجرة. انتقل إلى برلين في عام 1951، حيث أدار «العمليات ضد الأهداف العلمية في المنطقة الشرقية في ألمانيا» بشكل عام، مع استمراره في إدارة برنامج الدعم. تضمن عمله الجديد تشجيع الحرفيين الرئيسيين الذين يعملون لصالح السوفييت على ترك عملهم، وكان يُعتبر بدوره حرفيًا رئيسًا.